# Anatkina subvexa
Anatkina subvexa är en insektsart som beskrevs av Young 1986. Anatkina subvexa ingår i släktet Anatkina och familjen dvärgstritar. Inga underarter finns listade i Catalogue of Life.